# Paddy Lowe
Paddy Lowe (Nairóbi, 8 de abril de 1962) é um engenheiro de automobilismo britânico, que foi diretor executivo (técnico) da equipe de Fórmula 1 da Mercedes até o início de janeiro de 2017, quando foi contratado pela Williams e começou a trabalhar na equipe britânica em março daquele ano, como seu diretor técnico executivo. Lowe deixou a Williams em 2019.

## Biografia

### Estreia na Williams
Lowe frequentou a Sevenoaks School de 1976 até 1980 e graduou-se na Sidney Sussex College, Universidade de Cambridge em 1984 com um grau em engenharia.
Em 1987, ele foi trabalhar na Williams como chefe conjunto de eletrônica. Lowe passou seis anos na Williams, durante o qual ele supervisionou o desenvolvimento da suspensão ativa, usada para ajudar Nigel Mansell a vencer o Campeonato Mundial de 1992.

### Passagem pela McLaren
Lowe mudou-se para a McLaren em 1993, quando foi empregado como chefe de pesquisa e desenvolvimento, um departamento posteriormente renomeado para Tecnologia de Veículo. Ele foi chefe do departamento por oito anos até 2001, quando foi nomeado chefe de engenharia de desenvolvimento de sistemas, com um papel que se concentrava no programa de corrida para o McLaren MP4-20. Em maio de 2005, ele assumiu o cargo de Diretor de Engenharia, que lhe deu responsabilidade por todos os departamentos de engenharia. Em janeiro de 2011, Lowe tornou-se diretor técnico da equipe. Ele deixou a McLaren em 2013.

### Mercedes
Lowe mudou-se para a equipe de Fórmula 1 da Mercedes como diretor executivo em 3 de junho de 2013.
Em 2015, Lowe foi eleito membro da Real Academia de Engenharia. Junto com seu irmão mais velho, o professor Michael Lowe, eles são os primeiros irmãos a serem eleitos membros da Academia.
Em 10 de janeiro de 2017, a Mercedes anunciou que Lowe havia deixado a equipe e entrou em um período de licença sabática.

### Retorno à Williams
Em 10 de janeiro de 2017, a Mercedes anunciou que Lowe tinha deixado a equipe, e entrou em um período de licença.
No início de fevereiro do mesmo ano, foi veiculado que Lowe começaria a trabalhar novamente na Williams em março, como seu diretor técnico executivo.
Em 6 de março de 2019, foi anunciado que Lowe estaria tirando uma licença por motivos pessoais depois que houve muitos atrasos na produção do carro da Williams de 2019. Em 25 junho do mesmo ano, a Williams anunciou que Lowe deixaria a equipe e renunciaria ao conselho de administração com efeito imediato.

## Família
Lowe é casado com a atriz de cinema Anna Danshina. Ele tem dois filhos de um relacionamento anterior: Noah Kelly e Finty Kelly.

Seu irmão, Michael Lowe, é um engenheiro mecânico britânico.